# 성녀 테레사
《성녀 테레사》(Therese)는 프랑스에서 제작된 알랭 카발리에 감독의 1986년 드라마 영화이다. 캐서린 무체 등이 주연으로 출연하였고 모리스 베르나르트 등이 제작에 참여하였다.

## 출연

### 주연
- 캐서린 무체
- 헬렌 알렉산드리디스

### 조연
- 오로레 프리에토
- 실비 하벌트
- 모나 헤프트르
- 장 펠레그리
- 조엘 르프랑소와

## 기타
- 미술: 버나드 에베인